# 보은군·옥천군·영동군 (1973년 선거구)
보은군·옥천군·영동군은 대한민국의 옛 국회의원 선거구이다. 당시 충청북도 보은군, 옥천군, 영동군 지역을 관할했다.

## 역사
제9대 국회의원 선거를 앞두고 옥천군·보은군 선거구와 영동군 선거구가 통합되면서 신설되었다.
제13대 국회의원 선거를 앞두고 소선거구제가 시행되었다. 이에 보은군·옥천군·영동군 선거구는 관할 구역을 유지하면서 1인 선거구로 개편되었다.

## 역대 국회의원
| 선거   | 정당 | 정당       | 1위 의원 | 정당 | 정당       | 2위 의원 |
| ------ | ---- | ---------- | -------- | ---- | ---------- | -------- |
| 1973년 |      | 민주공화당 | 육인수   |      | 무소속     | 이용희   |
| 1978년 |      | 민주공화당 | 육인수   |      | 신민당     | 이용희   |
| 1981년 |      | 민주정의당 | 박유재   |      | 한국국민당 | 이동진   |
| 1985년 |      | 민주정의당 | 박준병   |      | 민주한국당 | 이용희   |

## 역대 선거 결과

### 대한민국 제9대 국회의원 선거
|  | 35.64% |

|  | 18.66% |

|  | 18.21% |

|  | 15.42% |

|  | 5.11% |

|  | 4.95% |

|  | 1.97% |

### 대한민국 제10대 국회의원 선거
|  | 36.09% |

|  | 21.74% |

|  | 14.43% |

|  | 12.63% |

|  | 7.17% |

|  | 3.76% |

|  | 2.44% |

|  | 1.70% |

### 대한민국 제11대 국회의원 선거
|  | 43.56% |

|  | 26.45% |

|  | 14.48% |

|  | 6.02% |

|  | 4.43% |

|  | 2.11% |

|  | 1.69% |

|  | 1.22% |

### 대한민국 제12대 국회의원 선거
|  | 64.70% |

|  | 16.27% |

|  | 11.55% |

|  | 7.46% |